# Mjåkollen
Mjåkollen är en bergstopp i Antarktis. Den ligger i Östantarktis. Australien gör anspråk på området. Toppen på Mjåkollen är 1 397 meter över havet.
Terrängen runt Mjåkollen är platt åt sydost, men åt nordväst är den kuperad. Trakten är obefolkad. Det finns inga samhällen i närheten. 